# Garanas
Garanas is een gemeente in de Oostenrijkse deelstaat Stiermarken, gelegen in het district Deutschlandsberg. De gemeente heeft ongeveer 300 inwoners.

## Geografie
Garanas heeft een oppervlakte van 59,9 km². De gemeente ligt in het zuiden van de deelstaat Stiermarken, niet ver van de grens met Slovenië.
Bad Schwanberg ·
Deutschlandsberg ·
Eibiswald ·
Frauental an der Laßnitz ·
Groß Sankt Florian ·
Lannach ·
Pölfing-Brunn ·
Preding ·
Sankt Josef (Weststeiermark) ·
Sankt Martin im Sulmtal ·
Sankt Peter im Sulmtal ·
Sankt Stefan ob Stainz ·
Stainz ·
Wettmannstätten ·
Wies
- Gemeinsame Normdatei: 4701350-3
- Virtual International Authority File: 234345811